# Chó sục lông mượt Úc
Chó sục lông mượt Úc là một giống chó nhỏ của loại chó sục. Loài này đã được phát triển ở Úc, mặc dù các chủng loại và nguồn gốc của giống này giống này có tổ tiên từ Anh. Nó liên quan chặt chẽ đến Chó sục Úc và Chó sục Yorkshire. Loài chó này được gọi là Chó sục lông mượt ở Bắc Mỹ, nhưng được gọi là giống Chó sục lông mượt Úc ở nước xuất xứ và ở phần còn lại của thế giới.

## Nhận diện

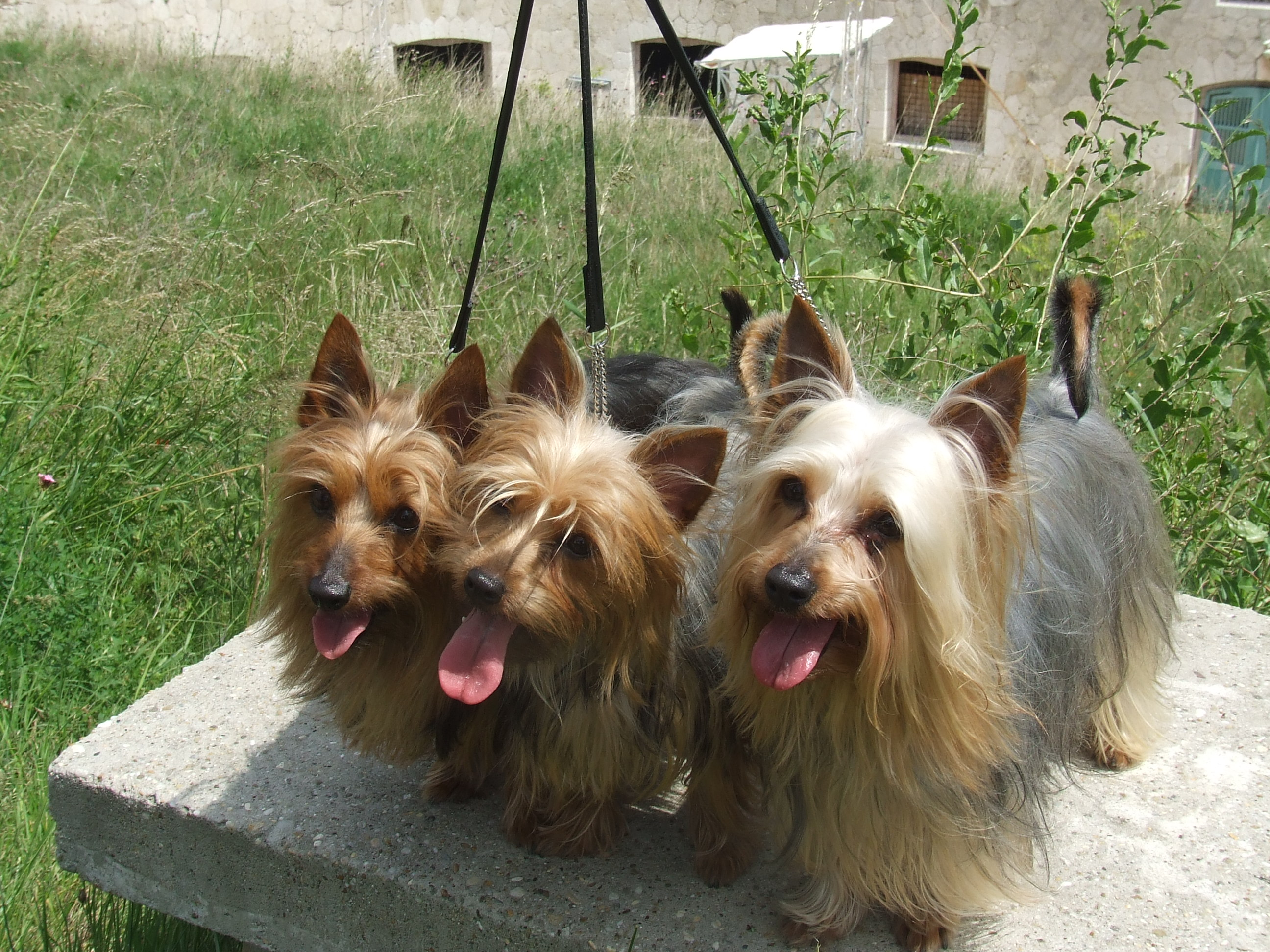
Chó sục lông mượt Úc

Chó sục lông mượt Úc là một loài chó sục chân ngắn có kích thước và thân hình nhỏ gọn, chiều cao rơi vào khoàng từ 23 đến 26 cm (9,1 đến 10,2 inch), tính từ bả vai, cảnh giác và nhanh nhạy. Bộ lông dài màu xám và trắng hoặc xanh và vàng-nâu là một đặc điểm nhận diện, phần lông được duỗi thẳng hướng xuống đất, có một đường rẽ lông ở dọc sóng lưng, và được mô tả là "phẳng, mịn và bóng". Tất cả các tỷ lệ kích thước và các khía cạnh của cơ thể và đầu cũng như sắc thái mong muốn của các màu lông xám và trắng và vị trí của các mảng lông màu, được mô tả rộng rãi trong tiêu chuẩn giống.
Chó sục lông mượt Úc có phần cơ thể dài hơn so với chiều cao của nó (dài hơn khoảng 1/5 so với chiều cao của vai). Đây là một con chó được nuôi trong quá khứ để săn bắn và giết chết các loài gặm nhấm và rắn, vì vậy cơ thể của nó nên có đủ thể chất để phù hợp với vai trò này. Bộ lông cần chải chuốt nhiều và gội đầu đều đặn để giữ được độ mượt của nó.
Chó sục lông mượt Úc có đầu mạnh mẽ, hình nêm. Đôi mắt nhỏ và hình quả hạnh. Theo tiêu chuẩn, đôi mắt màu sáng được coi là một lỗi. Đôi tai nhỏ chữ V và được dựng thẳng đứng. Chó sục lông mượt Úc có chiếc đuôi được bấm ngắn, bàn chân nhỏ tròn giống chân mèo. Chó sục lông mượt Úc có một bộ lông thẳng mướt, dài và bóng, lông dài xõa từ lưng xuống, phần trên đầu và mặt cũng có lông xõa dài, bộ lông của chúng thường có màu đỏ lửa, xanh da trời hoặc màu xanh với màu nâu vàng rám nắng. Khi sinh ra, chó con có lông màu đen.

## Lịch sử

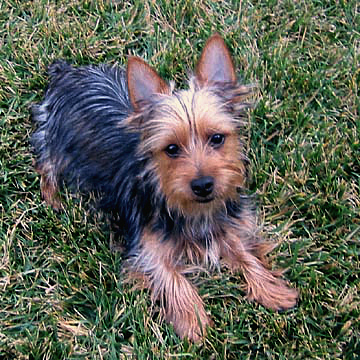
Chó sục lông mượt Úc

Chó sục lông mượt Úc là giống chó sục được lai tạo giữa các dòng chó sục Yorkshire và loài chó sục Úc (trong những năm cuối thế kỷ 19); ít hồ sơ chỉ ra rằng những con chó đầu tiên chỉ là những chó sục Úc sinh ra với mục đích để cải thiện màu sắc lông của các loài chó sục này. Theo câu lạc bộ Kennel Mỹ,giống chó này bắt đầu vào cuối thế kỷ 19 khi được lai với loài chó sục Úc. Lúc đầu, giống chó này được biết đến là Sydney Silky, vì nó được tìm thấy chủ yếu ở thành phố Sydney, Úc. Mặc dù hầu hết các giống Úc khác là chó làm việc, chó sục Úc được nuôi chủ yếu để trở thành thú cưng đô thị và đồng hành, mặc dù nó cũng được biết đến là giết rắn ở Úc.
Cho đến năm 1929, Chó sục Úc, Chó sục lông mượt Úc và Chó sục Yorkshire không được xác định rõ ràng. Chó của ba giống khác nhau có thể được sinh ra trong cùng một lứa, được phân biệt bằng cách xuất hiện thành các loại khác nhau khi chúng được trồng. Sau năm 1932 ở Úc, việc lai giống lai không được khuyến khích, và vào năm 1955, tên của giống này chính thức trở thành giống chó săn lông mượt Úc. Giống chó này được công nhận bởi Australian National Kennel Council vào năm 1958 trong nhóm chó cảnh.
Trong và sau khi những người lính Mỹ ở Chiến tranh thế giới thứ nhất đã đóng quân ở Úc đã mang về Mỹ một vài chó sục lông mượt Úc. Những bức ảnh báo của giống chó này vào năm 1954 đã gây nên sự nổi tiếng và hàng trăm chó sục được nhập khẩu từ Úc sang Mỹ American Kennel Club đã công nhận giống chó này là giống chó sục lông mượt Úc vào năm 1959, cũng như United Kennel Club (Mỹ) vào năm 1965 nơi nó được xem là chó sục; nó cũng được công nhận là chó sục lông mượt Úc bởi Canadian Kennel Club. Loài này được công nhận bởi tất cả các câu lạc bộ kennel lớn trong thế giới nói tiếng Anh, và quốc tế bởi Tổ chức Giống chó Thế giới như giống số 236. Nó cũng có thể được công nhận bởi các câu lạc bộ kennel nhỏ và các doanh nghiệp đăng ký giống internet.

### Nhóm giống
Chó sục lông mượt Úc là một chó sục, nhưng thường đặt trong nhóm Toy Group (nhóm gồm những con chó rất nhỏ) chứ không phải là nhóm chó sục do kích thước nhỏ của nó. Khi các nhóm giống được thực hiện chủ yếu để tổ chức các nhóm giống cho các chương trình cho chó, nó an toàn hơn cho những chú chó nhỏ ở cùng với những con khác với kích thước của chúng, Tổ chức Giống chó Thế giới có một phần đặc biệt của nhóm chó sục chỉ bao gồm những chú chó nhỏ nhất, trong khi các câu lạc bộ kennel khác đặt giống trong Toy Group, nhưng mọi người đều đồng ý rằng loại giống này là Chó sục.

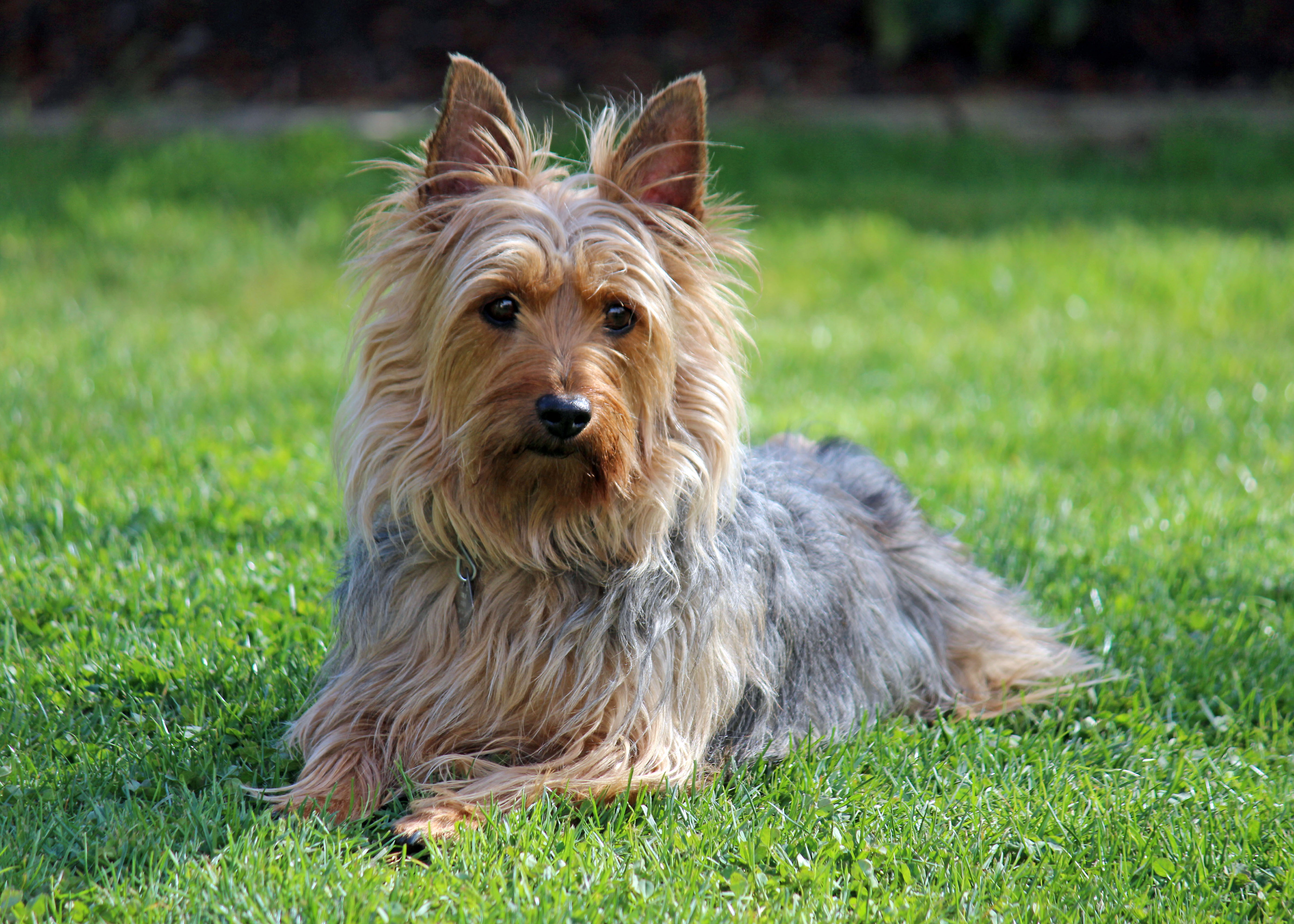
Chó sục lông mượt Úc đực

## Tập tính
Tiêu chuẩn giống mô tả tính chất lý tưởng của chó sục lông mượt Úc của Úc như cảnh giác cao độ và nhanh nhẹn. Chúng thích được cho cơ hội để chạy và chơi, nhưng phải có một sân có rào chắn chặt chẽ. Chúng cũng thích đi bộ nhanh và chơi bóng. Chó sục lông mượt Úc có thể sống tốt trong một căn hộ, mặc dù chúng cũng là một giống năng động trong nhà. Điều quan trọng là chúng được giữ bận rộn và tính chất xã hội để ngăn cản sự nhàm chán. Trong một cuộc khảo sát gần đây được báo cáo (trên chương trình truyền hình Dogs 101) trên 91 con chó giống nhỏ (chiều cao 16 inch và dưới 22 lbs), Chó sục đã được xếp hạng trong top 20 trong việc tiếp thu kiến thức được học nhanh nhất.

## Chăm sóc
Bộ lông của giống chó này khá mất thời gian để chăm sóc bởi đặc điểm lông dài dễ bị rối và bết nên cần được chải lông hàng ngày, chúng cũng cần được tắm đều đặn hàng tuần để giữ lông được sạch sẽ. Thỉnh thoảng nên tỉa ngắn một số vùng lông quá dài cho húng. hó sục lông mượt Úc ít rụng hoặc không rụng lông. Sử dụng dầu gội đầu và bột yến mạch sẽ giúp làm giảm bớt làn da khô và ngứa của giống chó này.

## Sức khỏe
Chó sục lông mượt Úc có tuổi thọ kéo dài từ 11 - 14 năm. Đây là một dòng chó vật cưng khỏe mạnh, chúng chỉ thỉnh thoảng gặp một số vấn đề về đĩa đệm ở các đốt sống, mắc chứng loạn sản, bị trật khớp xương bánh chè, động kinh, xẹp khí quản. Nên cho chúng đi khám bác sĩ thú y để kiểm tra đầu gối và khuỷu tay cho chúng.